# Cornifícia (filla de Marc Aureli)
Cornifícia (en llatí Cornificia) va ser una dama romana, l'última supervivent de les filles de Marc Aureli.
Va ser executada per ordre de Caracal·la. Dió Cassi explica en un relat molt interessant els seus darrers moments i les seves darreres paraules.